# Wiktor Pietrow
Wiktor Aleksandrowicz Pietrow (ros. Виктор Александрович Петров, ur. 31 stycznia 1935 we wsi Nowotułka w obwodzie saratowskim, zm. 11 grudnia 2014) – radziecki działacz partyjny i państwowy.

## Życiorys
W 1954 ukończył technikum, pracował jako technik budownictwa przemysłowego i mieszkaniowego w Zarządzie "Mołotowstroj" Mołotowie (Permie), od 1958 należał do KPZR, od 1962 był funkcjonariuszem partyjnym w Komitecie Miejskim KPZR w Permie. W 1964 ukończył Permski Instytut Politechniczny, był instruktorem i kierownikiem wydziału Komitetu Miejskiego KPZR w Permie, w kwietniu 1972 został I sekretarzem Industrialnego Komitetu Rejonowego KPZR w Permie. W 1978 został sekretarzem Komitetu Obwodowego KPZR w Permie, od marca 1984 do grudnia 1990 był przewodniczącym Komitetu Wykonawczego Permskiej Rady Obwodowej, a 1985-1990 deputowanym do Rady Najwyższej RFSRR. Był odznaczony trzema Orderami Czerwonego Sztandaru Pracy i Orderem Znak Honoru.